# Савак Богдан Маркіянович
Богдан Маркіянович Савак (нар. 12 грудня 1948, с. Денисів, Тернопільська область) — краєзнавець, публіцист, культурно-громадський діяч, директор Денисівського краєзнавчого музею.

## Життєпис
Богдан Маркіянович Савак народився 12 грудня 1948 року в селі Денисові (нині Тернопільського району) Тернопільської області України.
Закінчив Чернівецький фінансовий технікум (1972), факультет підвищення кваліфікації Одеського інституту народного господарства (1982). Працював інспектором фінансового відділу, Держстраху, а згодом заступником начальника Держстраху Козівського району (1969—1993). З 1993 року науковий працівник, а з 1999-го — директор Денисівського краєзнавчого музею.
Засновник та з 1989 року голова Денисівського осередку «Просвіти», співзасновник (1991) та довголітній голова осередку НРУ, член Всеукраїнської спілки краєзнавців (1992), НТШ (2002), Національної спілки журналістів України (2004), лауреат літературно-мистецької премії ім. Іванни Блажкевич (1994), почесний член Всеукраїнського товариства «Просвіта» (1998).
Засновник та видавець краєзнавчо-просвітницької газети-квартальника «Денисівський вісник» (з 2000 р.).

### Громадська діяльність
Стараннями Богдана Маркіянича Савака було відроджено прекрасний просвітянський хор, духовий оркестр, якому 2003 року присвоєно звання «Народний».
З його ініціативи в с. Денисові встановлено меморіальні таблиці на будинках Іванни Блажкевич (1986), о. Йосипа Вітошинського 17 (1988), біля 450-річної липи Богдана Хмельницького (1979), поставлено пам’ятники Іванні Блажкевич (1991), о. Йосипові Вітошинському, Тетяні Федорів, Михайлові Шарику (1992), на честь проголошення Незалежності України (1993), висипано могили УСС (1989), козацьку (1993), відновлено пам’ятник Якову Струхманчуку в с. Росохуватець (1994), встановлено меморіальну таблицю на хаті Тимотея Бордуляка в с. Великий Ходачків (1988).

### Політична діяльність
Депутат Тернопільської обласної ради 7-го скликання від Народного руху України (2015 р.).

## Доробок
Буклети:
- «Бій козаків під Купчинцями та Денисовим» (1991),
- «Квітка на могилу о. Вітошинського»,
- «Історія церкви в с. Денисові. Короткий опис»,
- «Культурно-мистецькі здобутки Володимира Ковальчука» (2001),

Книжки:
- «Вчаться діти грамоти…» (до 150-річчя Денисівської школи, 1999),
- «Краєзнавці Тернопільщини» (2003)[5],
- «З історії села Денисова» (2006),
- «Мої друзі та знайомі: спогади, розповіді» (2013)[6]
- «Нашестя червоної орди» (2018)[7].
- «Життя – на вівтар волі Матері-України» (2021)[8].

Збірки:
- «Просвіта» в Денисові» (1995),
- «Слово про Вчителя» (2002),
- «У пошанівок отцю Бордуляку» (2006).

Упорядник та автор передмов до поетичних збірок Т. Федорів «Я до вас ще повернуся…» (1993), Я. Тучапського «Вистраждане на паростках надій» (1996), О. Урбана «Струни серця» (1999), драматичної книжки Я. Тучапського «Два голоси зради» (2000).

## Нагороди
- нагрудний знак за пам'ятко-охоронну працю (1987);
- почесна відзнака «За досягнення в розвитку культури і мистецтв» (2002).